# Chrysothemis villosa
Chrysothemis villosa là một loài thực vật có hoa trong họ Tai voi. Loài này được (Benth.) Leeuwenb. mô tả khoa học đầu tiên năm 1958.